# Fernsehstudio

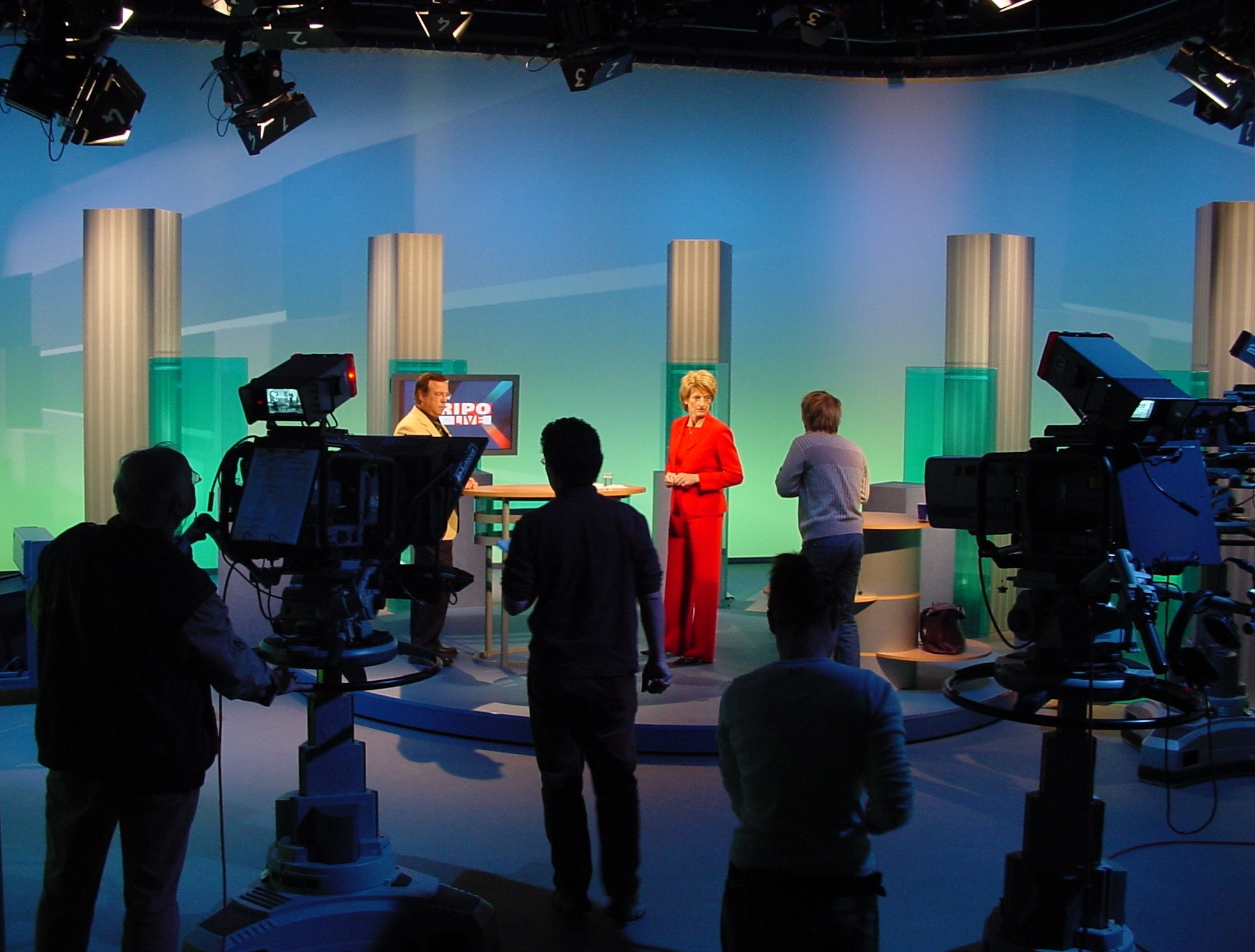
Fernsehstudio der Sendung Kripo Live des mdr Fernsehen

Als Fernsehstudios werden die Produktionsräume von Fernseh- oder Videoproduktionen bezeichnet. 
Der Aufbau eines Fernsehstudios ähnelt dem eines Filmstudios, hat jedoch spezielle Änderungen, um den Anforderungen einer TV-Produktion gerecht zu werden. Ein Fernsehstudio hat im Allgemeinen verschiedene Räume. Diese sind zur Geräuschvermeidung und aus anderen praktischen Gründen separat gehalten. Meist wird als Studio der Aufnahmeraum einer Produktion bezeichnet. Dort befinden sich die Moderatoren, Kameras, Kulissen und die Beleuchtung. Neben diesem Aufnahmeraum werden auch die Regie- und Technikräume zum Studio gezählt.
Bei einigen Produktionen kommt die Bluescreen-Technik zum Einsatz. Dabei befindet sich der Moderator vor einem einfarbigen Hintergrund, der mit Hilfe von Bildmischern oder Computern durch einen anderen beliebigen Hintergrund ersetzt wird. Vor allem Nachrichtensendungen nutzen diese Technik.

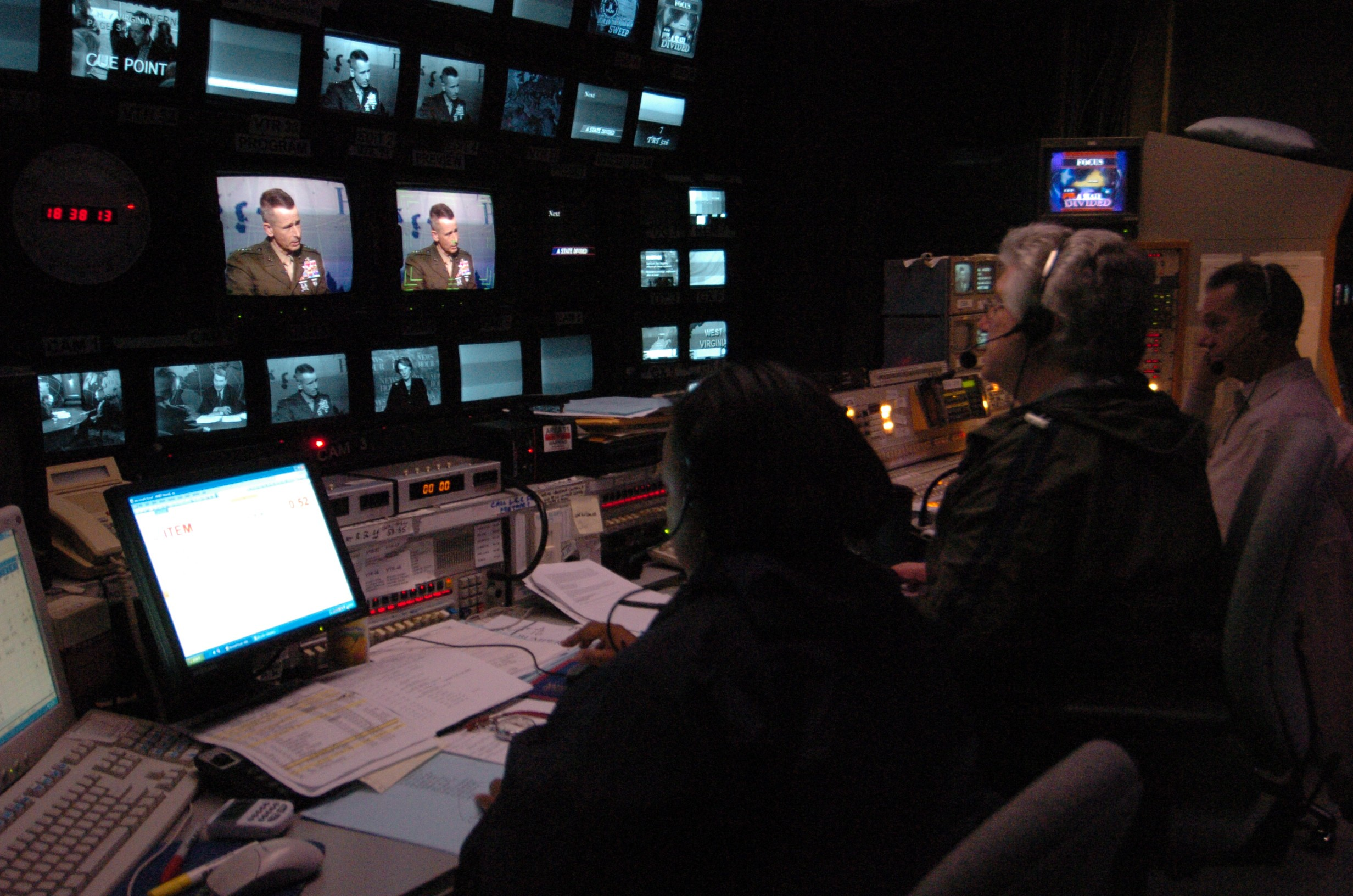
Regieraum einer Nachrichtensendung des US-Senders PBS
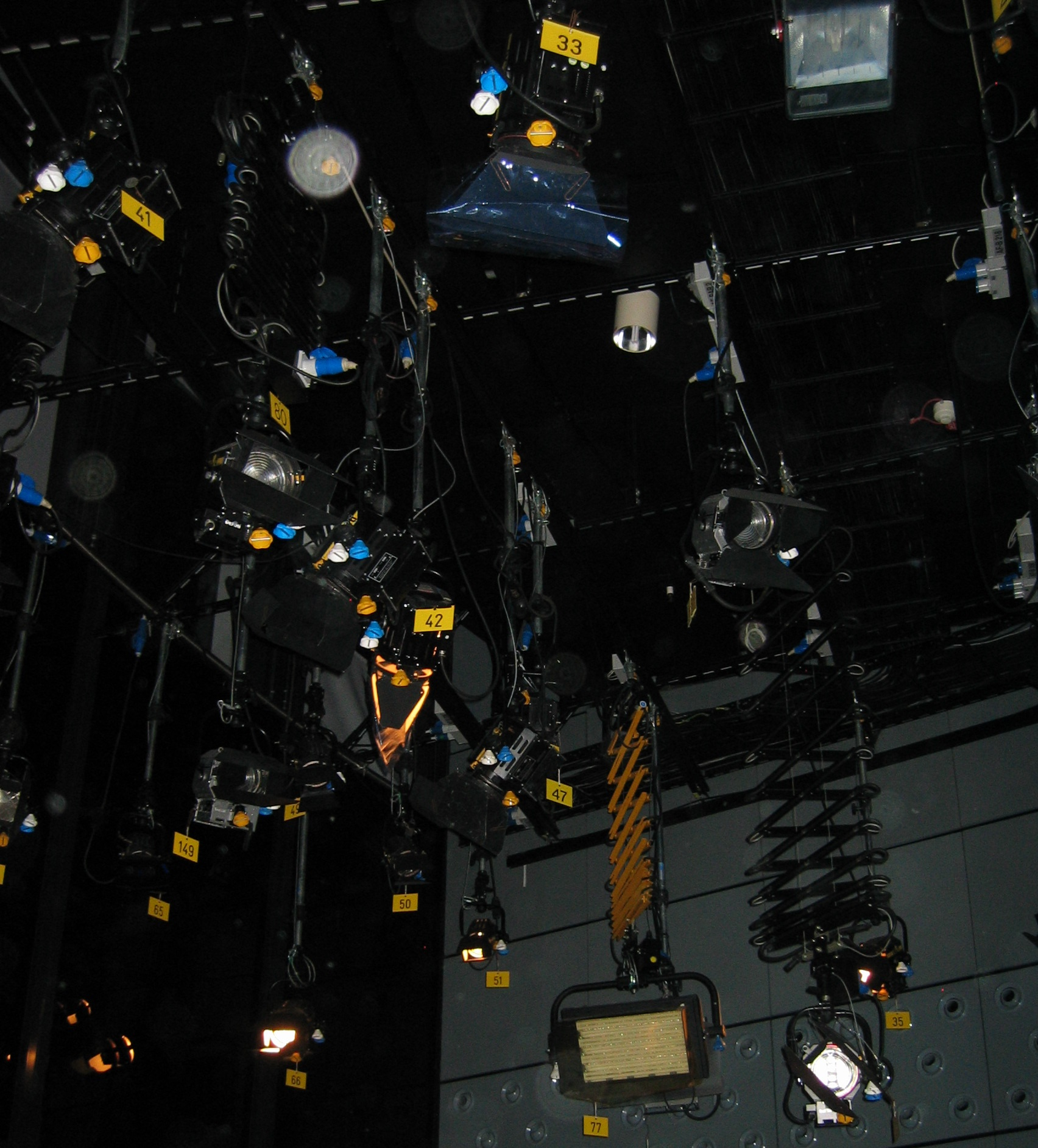
Beleuchtung im kleinen TV-Studio des HR im Main Tower
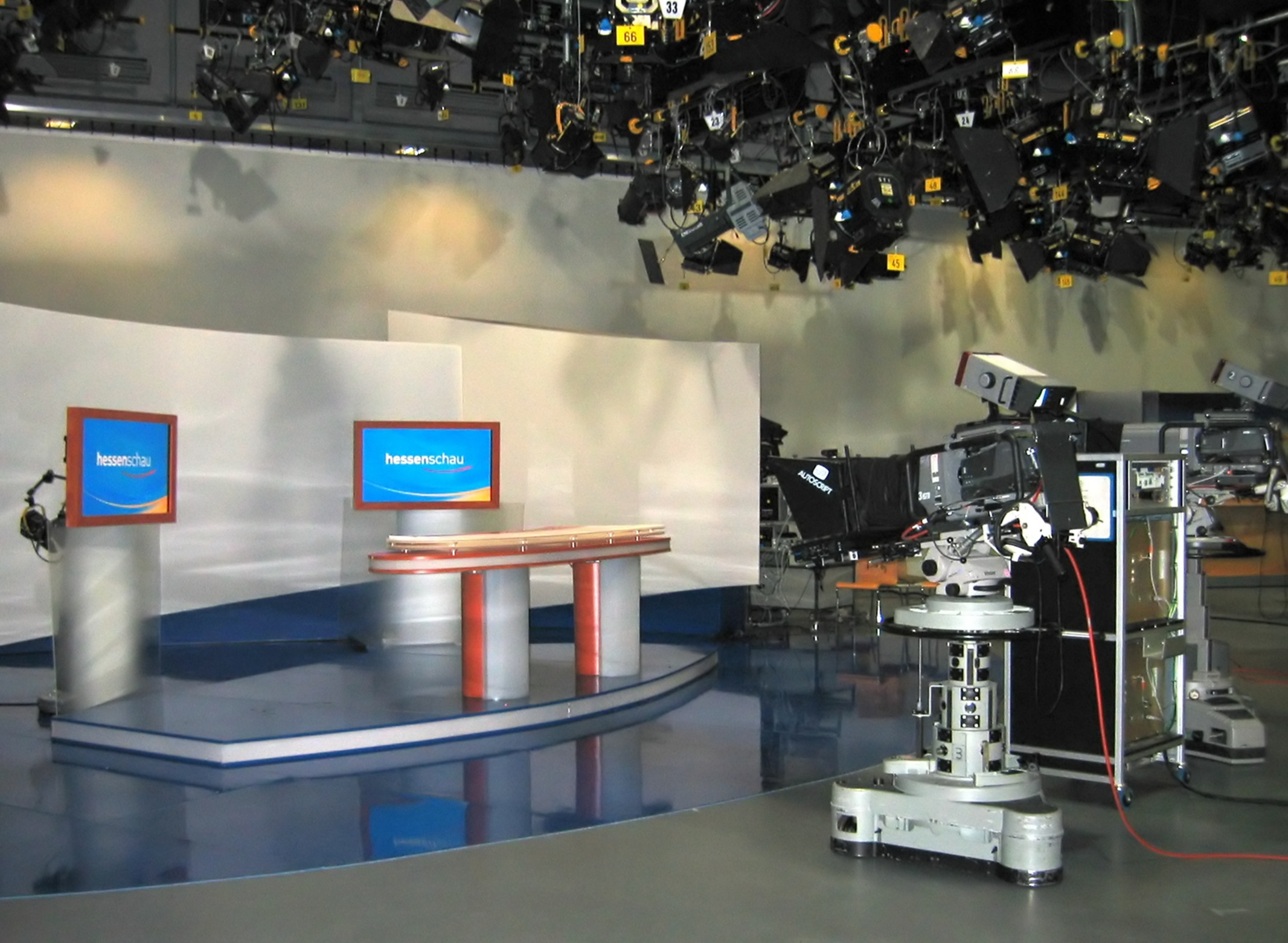
Studio des HR mit der Kulisse der hessenschau
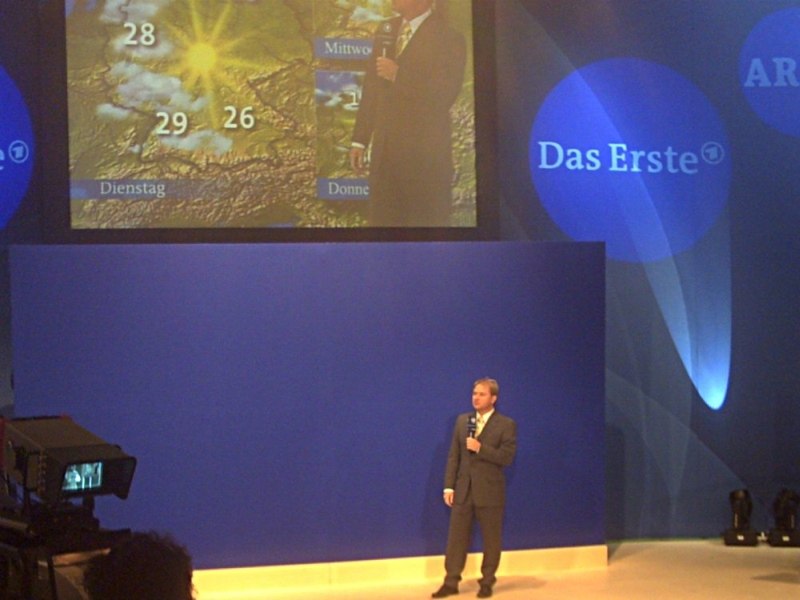
Bluescreen-Einsatz für den Wetterbericht von Das Erste, Demonstration auf der IFA 2005
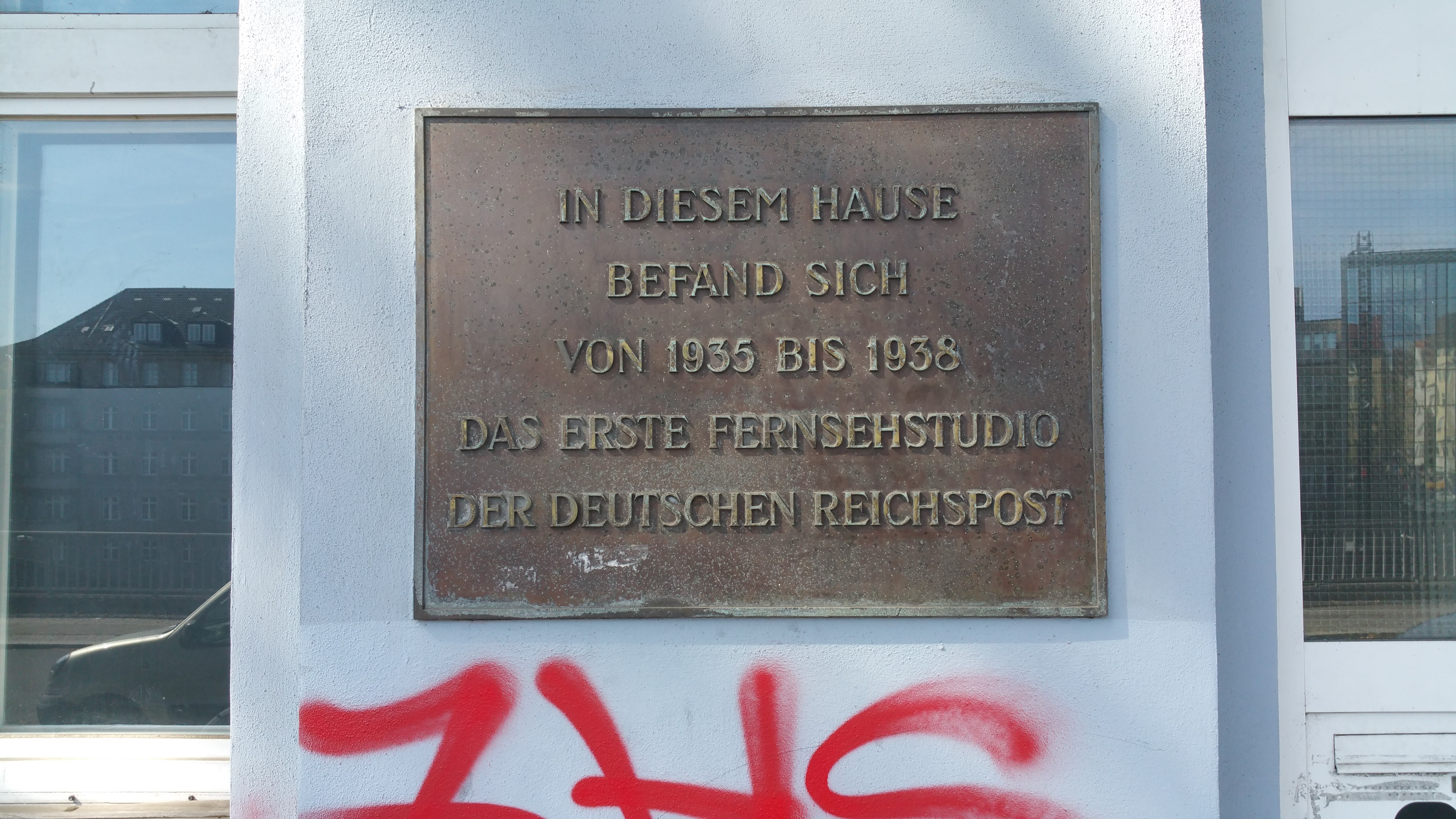
Gedenktafel am Haus Rognitzstraße 9 - Berlin, für das  erste deutsche Fernsehstudio der Reichspost 1935–1938